# Capacité électrique
 (février 2019).
Si vous disposez d'ouvrages ou d'articles de référence ou si vous connaissez des sites web de qualité traitant du thème abordé ici, merci de compléter l'article en donnant les références utiles à sa vérifiabilité et en les liant à la section « Notes et références ».
Pour les articles homonymes, voir Capacité.
Cet article concerne la capacité en tant que concept physique. Pour le composant, voir Condensateur.
En électricité et en électronique, la capacité représente la quantité de charges électriques portées par un accumulateur, un condensateur ou un conducteur pour une tension donnée.
Par métonymie, le terme capacité ou capa est également utilisé pour désigner un condensateur. On trouve également l'anglicisme « capacitance » pour désigner la capacité.

## Définition
Elle est définie comme étant la somme des charges électriques de l'élément divisée par le potentiel de l'élément :
{\displaystyle C={\frac {Q}{U}}}
où :
- {\displaystyle C} : capacité (en farads (F)) ;
- {\displaystyle Q} : charge (en coulombs (C)) ;
- {\displaystyle U} : différence de potentiel aux bornes de l'élément (en volts (V)).

La capacité peut être également exprimée à l'aide du flux électrique (voir théorème de Gauss) :
{\displaystyle C={\varepsilon _{0}}{\frac {\Phi }{U}}}
où :
- {\displaystyle \varepsilon _{0}} la permittivité diélectrique du vide (qui vaut 8,854 × 10−12 F m−1) ;
- {\displaystyle \Phi } est le flux électrique (en V·m) associé à la charge Q.

Pour un condensateur, la capacité électrique est le rapport de la quantité de charge portée par l'armature positive sur la différence des potentiels entre les armatures.

## Énergie
L'énergie emmagasinée dans un condensateur est égale au travail fourni par le champ électrique pour accumuler les charges. Dans un condensateur de capacité C, pour déplacer une charge infinitésimale dq d'une armature à l'autre, c'est-à-dire lui imposer une variation de potentiel électrique égale à ΔV = q/C, il faut fournir un travail δW :
{\displaystyle \mathrm {\delta } W={\frac {q}{C}}\mathrm {d} q}
où :
{\displaystyle W} : travail (en joules (J)) ;
{\displaystyle q} : charge (en coulombs (C)) ;
{\displaystyle C} : capacité (en farads (F)).
On peut calculer l'énergie accumulée dans la capacité en intégrant cette équation. Si l'on part avec une capacité non chargée (q = 0) et que l'on déplace les charges d'une armature à l'autre jusqu'à avoir les charges +Q et -Q sur l'une et l'autre plaque, il faut fournir le travail W :
{\displaystyle W_{\text{charge}}=\int _{0}^{Q}{\frac {q}{C}}\mathrm {d} q={\frac {1}{2}}{\frac {Q^{2}}{C}}={\frac {1}{2}}CV^{2}=W_{\text{accumul.}}}
Pour un condensateur formé de deux armatures parallèles, chacune d'aire A et séparées par une épaisseur d d'un milieu matériel de permittivité diélectrique relative εr, on obtient :
{\displaystyle W_{\text{accumul.}}={\frac {1}{2}}\varepsilon _{0}\varepsilon _{\text{r}}{\frac {A}{d}}V^{2}}
avec {\displaystyle \varepsilon _{0}} = 8,854 × 10−12 F m−1 (permittivité diélectrique du vide).

## Impédance
L'impédance d'une capacité idéale est :
{\displaystyle Z_{C}={1 \over j\omega C}={1 \over C\omega }e^{-j{\frac {\pi }{2}}}}.